# SeaWorld
Cet article concerne une chaîne de parcs américains. Pour le parc de loisirs australien, voir Sea World.
SeaWorld est une chaîne commerciale de parcs à thème spécialisés dans le monde marin appartenant à l'entreprise américaine SeaWorld Parks & Entertainment. Les parcs SeaWorld présentent au public une grande diversité d'animaux marins et exploitent des mammifères marins, comme les orques, les bélugas, les grands dauphins et les otaries, au travers de spectacles. Les parcs SeaWorld proposent également des montagnes russes et des manèges, comme le Kraken et le Manta à Orlando ou le Steel Eel et le Great White à San Antonio. L'attraction Journey to Atlantis, des montagnes russes aquatiques, peut être retrouvée au sein des trois parcs.
Trois parcs existent actuellement aux États-Unis : le SeaWorld Orlando en Floride, le SeaWorld San Antonio au Texas et le SeaWorld San Diego en Californie. La chaîne a également compté un autre parc américain, le SeaWorld Ohio, aujourd'hui fermé, et devrait en compter prochainement un nouveau, à Abou Dabi, aux Émirats arabes unis. La chaîne SeaWorld dispose d'une chaîne satellite de trois parcs aquatiques, Aquatica (en), rattachés à chacun des parcs SeaWorld.
Les parcs ont appartenu à Busch Entertainment Corporation, la division de divertissement familial du producteur de bière Anheuser-Busch. En 2009, Busch Entertainment a été vendue au groupe Blackstone et renommée par la suite en SeaWorld Parks & Entertainment. En 2013, Blackstone a vendu 37 % de celle-ci dans le cadre d'un premier appel public à l'épargne et a vendu la participation restante de 21 % à Zhonghong Zhuoye en 2017,.
L'exploitation des cétacés par ces parcs fait l'objet de débats publics croissants. Le film documentaire Blackfish, réalisé en 2013 après qu'une orque du SeaWorld Orlando a tué un soigneur du parc, a contribué à accroître l'exposition médiatique de cette controverse et a entraîné une baisse de la fréquentation, ainsi que des bénéfices et du cours de l'action de la société. En 2016, SeaWorld a annoncé qu'elle mettait un terme à son programme d'élevage d'orques dans ses parcs et qu'elle éliminerait progressivement la mise en scène théâtrale de ses spectacles d'orques en commençant par le parc San Diego. Il a été annoncé plus tard dans la même année que SeaWorld construirait son premier parc sans orques et à l'extérieur des États-Unis, à Abou Dabi.
La chaîne est un concurrent majeur des autres chaînes de parcs d'attractions comme Six Flags, Cedar Fair, Walt Disney Parks & Resorts et Universal Destinations & Experiences.

## Concept

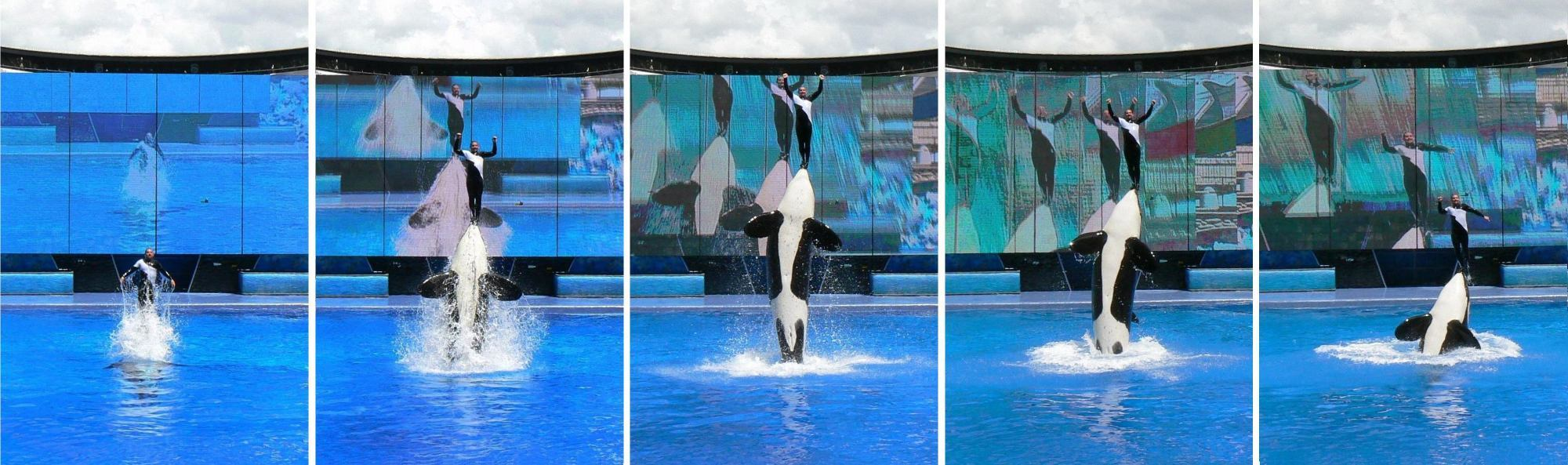
L'entraîneur démontrant une position de nez sur une orque à SeaWorld Orlando.

SeaWorld est un parc d’amusement destiné aux enfants comme aux adultes comprenant plusieurs espèces d'animaux aquatiques (orques, dauphins, bélugas, lions de mer, loutres, requins, raies, morses, alligators, ours polaires, pingouins, tortues marines, etc.) observables dans leurs lieux de vie au sein du parc. Le premier SeaWorld a ouvert en 1964 à San Diego. Les animaux emblématiques des parcs SeaWorld restent les orques dont Shamu.

## Historique
Le groupe était contrôlé par Busch Entertainment Corporation qui appartient lui-même au brasseur américain Anheuser-Busch, jusqu'à ce que le groupe Blackstone rachète la société fin 2009, rebaptisée SeaWorld Parks & Entertainment.
Les parcs du groupe SeaWorld sont fréquentés chaque année par 26 millions de personnes.

## Sites

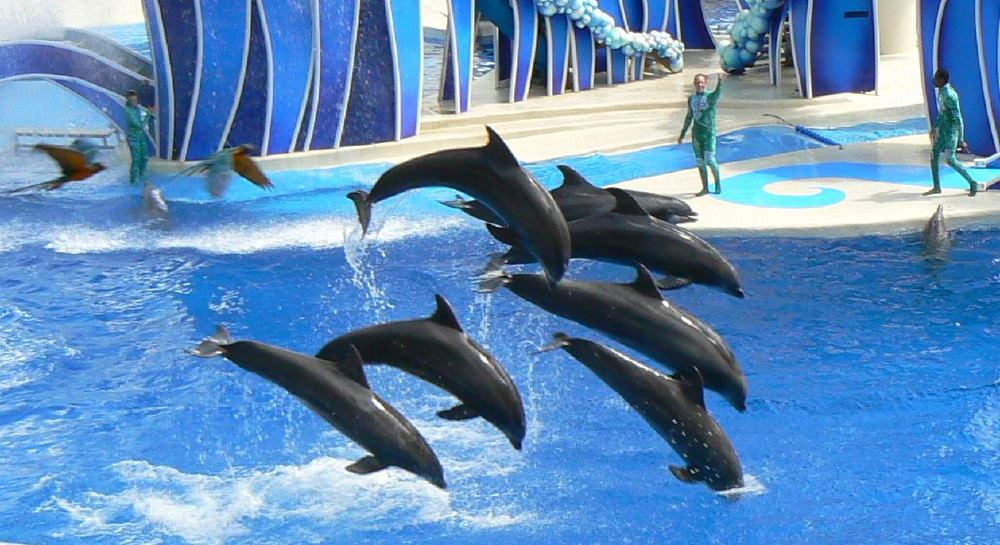
Spectacles de dauphins au SeaWorld Orlando.

À l'heure actuelle, SeaWorld n'est présent qu'aux États-Unis, avec trois sites :
- SeaWorld Orlando en Floride ;
- SeaWorld San Antonio au Texas ;
- SeaWorld San Diego en Californie.

Jusqu'en 2001, le groupe SeaWorld possédait un quatrième parc, le SeaWorld Ohio, à Aurora dans l'Ohio.

## Controverses
De nombreux incidents impliquant les orques vedettes des parcs, dont certains mortels, émaillent l'histoire de SeaWorld. 
Le 24 février 2010, la dresseuse Dawn Brancheau est tuée par une orque du parc d'Orlando. Ce fait divers entraîne la réalisatrice Gabriela Cowperthwaite à enquêter sur les conditions de capture et de vie de ces animaux dans le delphinarium et en 2013 un film documentaire dénonce les conséquences de la captivité sur ces créatures aussi « gigantesques qu'intelligentes ». Blackfish suit la vie de Tilikum, de sa capture en 1983 au large de l'Islande, à l'animosité des autres orques retenues en captivité à son égard et, enfin, à son isolement dans un obscur bassin durant des heures ; tant d'éléments qui, selon Cowperthwaite, ont largement contribué à l'agressivité de l'orque : « C'est mauvais pour les orques et c'est mauvais pour les dresseurs aussi, je les considère tous deux comme des victimes d'un même système ».
Dans plusieurs États américains, des lois ou des projets de lois sont en cours contre l'exploitation de ces mammifères marins, ce que SeaWorld considère comme un danger pour la santé financière de son groupe, l'entreprise nie la dangerosité de la captivité pour les orques et affirme qu'ils sont heureux dans ses parcs.
En août 2014, il a été constaté une baisse notable du chiffre d'affaires sur les sept premiers mois de l'année, peut-être dû à un boycott du public.
En janvier 2017, Tilikum, l'orque de SeaWorld Orlando, est mort à 36 ans. Alors que certaines orques vivent jusqu'à une centaine d'années, SeaWorld salue « une expérience longue et enrichissante ». Paul Watson, capitaine de Sea Shepherd, condamne alors ces propos de « mensonge par intérêt [financier] ». Tilikum avait fait l'objet du documentaire BlackFish contre la captivité des orques.